# Jemez Springs
Jemez Springs ist ein Dorf mit 375 Einwohnern im Sandoval County des US-Bundesstaats New Mexico.
Die Fläche beträgt 12,4 km². Jemez Springs liegt auch neben dem Jemez State Monument. Nachbargemeinden sind Jemez Pueblo und Ponderosa. Der 3431 Meter hohe Redondo Peak in den Jemez Mountains liegt auch nahe dem Dorf.